# Armentia
Armentia – stolica historycznej diecezji w Cesarstwie Rzymskim, współcześnie w Hiszpanii). Od 2018 katolickie biskupstwo tytularne. 

## Biskupi tytularni
| Lp. | Biskup              | Funkcja                                | Od               | Do                   |
| --- | ------------------- | -------------------------------------- | ---------------- | -------------------- |
| 1   | Vicente Juan Segura | biskup pomocniczy Walencji (Hiszpania) | 18 stycznia 2020 | 11 października 2024 |